# العبودية في الصين

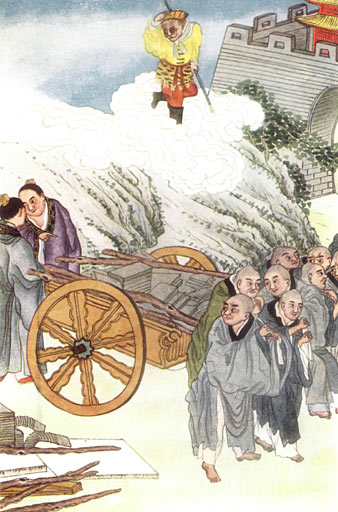
صورة توضيحية

اتخذت العبودية في الصين أشكالًا عديدة على مر التاريخ. ألغيت العبودية كمؤسسة معترفٍ بها قانونيًا، ويشمل ذلك أيضًا قانون عام 1909، على الرغم من استمرار هذه الممارسة حتى عام 1949 على أقل تقدير. في القرن الحادي والعشرين استمر حدوث أعمال غير قانونية من العمل القسري والعبودية الجنسية في الصين، غير أن من تثبت إدانتهم بارتكاب جرائم من هذا النوع كانوا يعاقبون بشدة. يمكن أيضًا ترجمة المصطلح الصيني المرادف لكلمة عبد (Nuli) بشكل تقريبي إلى ]مدين[ أو] عالة[ أو ]خاضع[. كان العبيد في الصين يشكلون قسمًا صغيرًا جدًا من التعداد السكاني ويمكن أن يشملوا أسرى الحرب وضحايا الاختطاف أو ناس كانوا قد بيعوا.

## تاريخ عام
في المجتمع الصيني، صُنف العبيد ضمن فئة من البشر تُعرف بجيانمين، التي تعني «وضيع» أو «ذليل». لم توجد في الصين القديمة مكافِئات مباشرة للعبودية. خلال عهد أسرة شانغ وسلالة تشو، كان العبيد يتألفون عمومًا من أسرى الحرب أو المجرمين، على الرغم من أن الفلاحين كانوا يعيشون في حالة مماثلة من العبودية الدائمة ولم يكونوا قادرين على مغادرة أراضيهم أو امتلاكها. أصبح البعض عبيدًا بصورة متعمدة للهروب من الضرائب الإمبراطورية، إلا أنهم كانوا لا يزالون يعتَبرون في مكانة أعلى من العبيد التقليديين، وكانوا يحتلون مكانة بين العبد وعامة الناس. من سلالة تشين حتى سلالة تانغ، توسعت العبودية لتشمل ما هو أكثر من المجرمين وأسرى الحرب. استخدمت سلالة تشين عمالة العبيد على نطاق واسع في الأشغال العامة كاستصلاح الأراضي وبناء الطرق وبناء القنوات. انحسرت العبودية خلال الازدهار الاقتصادي الذي أحدثته سلالة سونغ في القرن الثاني عشر. سمح التقدم في تقنيات التخصيب والتقنيات الهيدروليكية والزراعية بزراعة المحاصيل التجارية مثل الأعشاب الطبية والتوت والقطن. تزايد استعباد الصينيين خلال حكم سلالة يوان التي قادها المغول وسلالة تشينغ التي قادها المانشويون. وكان هؤلاء العبيد الصينيين للمغول أو للمانشويين يسمّون أرقّاء وأصبحوا خدمًا شخصيين لسادتهم الأباطرة. شغل بعضهم مناصب مرموقة وقادوا عبيدًا صينيين آخرين. في القرن التاسع عشر، وبالنظر إلى الجهود الملموسة لإنهاء تجارة العبيد الأفارقة، صُدّرت أعداد كبيرة من العمال الصينيين المعروفين بالقليين ليحلوا محل العمالة المستعبدة. ونُقلوا في سفن شحن في ظل ظروف وممارسات مطابقة تقريبًا لتجارة العبيد الأفارقة السابقة. وجد زوار الصين في أواخر القرن التاسع عشر فروقًا بسيطة بين الفقراء الأحرار والعبيد، إذ عومل الطرفان كعمال مأجورين. بذل عدد قليل من الأباطرة والمسؤولين على امتداد التاريخ الهندي جهودًا للحد من العبودية أو تحريمها. ولكن لم يوفق أي منهم في تحقيق ذلك. في عام 100 قبل الميلاد، نصح المفكر الكونفوشيوسي دونغ زونغشو إمبراطور هان وو بالحد من مساحة الأراضي ومجموع العبيد الذين يمكن للناس امتلاكهما. في عام 9 م، أمر وانغ مانغ بتأميم العقارات الكبيرة وإعادة توزيعها على المزارعين. تمثّل جزء من إصلاحه في تغيير مؤسسة العبودية بهدف أن يصبحوا دافعي ضرائب، إذ إن بعض المزارعين الفقراء باعوا أنفسهم أو أطفالهم للعبودية. في القرن الثالث الميلادي، أقر القاضي ما دوانلين سياسة تحد عدد العبيد المملوكين من قبل الموظفين وعامة الشعب ب30 عبدًا. في القرن الرابع عشر، أمر الإمبراطور هونغو بإنهاء كافة أشكال العبودية، إلا أن العبودية استمرت من الناحية العملية دون اكتراث لأوامره. في القرن الثامن عشر، قام الإمبراطور يونغزينغ بمحاولات مماثلة للقضاء على العبودية. في عام 1909، أنهت سلالة تشينغ العبودية بصورة رسمية، ولكن بسبب الاضطرابات الداخلية وزوالها، استمرت المؤسسة حتى عام 1949 حين تأسست جمهورية الصين الشعبية.

## تاريخ العبودية في الصين وفقًا للحقبة

### الحقبة القديمة
شنت سلالة شانغ غارات متكررة على الدول المجاورة، وأوقعت في الأسر العديد ممن سيقتلون لاحقًا في تضحيات شعائرية. يختلف العلماء حول إذا ما كان هؤلاء الضحايا قد استُخدموا أيضًا كمورد لعمالة العبيد.
شهدت حقبة الممالك المتحاربة (475-221 قبل الميلاد) انخفاضًا في العبودية عن القرون السابقة، ولو أنها كانت ما تزال واسعة الانتشار خلال تلك الحقبة. منذ إدخال الملكية الخاصة للأراضي في ولاية لو في عام 594 قبل الميلاد، والتي أتت بنظام للضرائب على الأراضي الخاصة، وشهدت ظهور نظام الملاك والفلاحين، بدأ نظام العبودية بالتدهور على مدى القرون التالية، إذ حذت الدول الأخرى حذوها.
صادرت سلالة تشين (221-206 قبل الميلاد) الممتلكات واستعبدت عائلات كعقاب. استخدمت حكومة تشين أعدادًا كبيرة من العبيد لبناء مشاريع بنية تحتية واسعة النطاق، بما في ذلك بناء الطرق وبناء القنوات واستصلاح الأراضي. كانت عمالة العبيد واسعة النطاق خلال تلك الحقبة.
بداية من سلالة هان (206 قبل الميلاد-220 م)، كان من أوائل أعمال الإمبراطور جاو إعتاق العمال الزراعيين المستعبدين خلال حقبة الممالك المتحاربة، على الرغم من احتفاظ خدم المنازل بمكانتهم. أصدرت سلالة هان قوانين للحد من اقتناء العبيد: سُمح لكل ملك أو دوق ب200 عبد كحد أقصى، وسمح لأميرة إمبراطورية ب100 عبد كحد أقصى، في حين اقتصر عدد العبيد للمسؤولين الآخرين على 30 عبدًا لكل منهم.
خلال حكم سلالة هان استُخدم الرجال المعاقبون بالإخصاء كعمالة عبيد أيضًا.
مستندة إلى القوانين الشرعوية، وضعت سلالة هان قوانين تعاقب المجرمين الذين يقضون ثلاث سنوات من الأشغال الشاقة أو يُحكم عليهم بالإخصاء من خلال مصادرة الحكومة لعائلاتهم والاحتفاظ بها كممتلكات.
خلال الألفية الطويلة للهيمنة الصينية على فيتنام، اختطف الصينيون البشر أو اتجروا بهم في فيتنام واستخدموهم كعبيد في الصين.
في عام 9 م، استولى الإمبراطور وانغ مانغ على العرش الصيني، ومن أجل حرمان العائلات المالكة للأراضي من سلطتها، شرع في سلسلة من الإصلاحات الشاملة، بما في ذلك إلغاء العبودية وإصلاح جذري للأراضي. أعيدت العبودية في عام 12 م قبل اغتياله في عام 23 م.

### العصور الوسطى
خلال حقبة الممالك الثلاث (220-280 م)، تطور عدد من المكانات المتوسطة بين الحرية والعبودية، ولكن لا يُعتقد أن أيًا منها تجاوز 1% من السكان.
حظر قانون تانغ استعباد الأشخاص الأحرار، ولكنه سمح باستعباد المجرمين والأجانب. وعلى الرغم من ذلك، كان بإمكان الأشخاص الأحرار أن يبيعوا أنفسهم بمحض اختيارهم. كانت القبائل الجنوبية المصدر الرئيسي للعبيد، وكانت الفتيات العبدات الشابات مرغوبات بالدرجة الأولى. استمرت التجارة هذه على الرغم من حظر العديد من المسؤولين لممارستها. كانت النساء التركيات والفارسيات والكوريات، اللواتي سعى الأثرياء وراءهن، من بين الشعوب الأخرى التي بيعت للصينيين. أُضفي طابع إيروتيكي على الفتيات العبدات من يو في قصيدة 越婢脂肉滑 لسلالة تانغ. أشار المصطلح يو إلى جنوبي الصين.

### أوائل العصر الحديث
أسفرت حرب سلالة سونغ (960-1279 م) ضد الجيران الشماليين والغربيين عن عدد كبير الأسرى على كلا الجانبين، إلا أن إصلاحات كانت قد أُدخلت لتسهيل الانتقال من العبودية إلى الحرية.
سعى إمبراطور الهونغو من سلالة مينغ (1368-1644) إلى إلغاء كافة أشكال العبودية، إلا أن العبودية استمرت فعليًا من خلال سلالة مينغ.
أرسل الجاويون 300 عبدًا أسود كجزية إلى سلالة مينغ في عام 1381.